# Kościół San Giovanni Calibita w Rzymie
Kościół San Giovanni Calibita – rzymskokatolicka świątynia w Rzymie, na Wyspie Tyberyjskiej. Jest kościołem szpitalnym miejscowego ośrodka zdrowia zakonu Bonifratrów.

## Historia
Pierwsza wzmianka o kościele w tym miejscu pochodzi z XI wieku. W starożytności znajdowała się tu świątynia Jowisza. Obecny budynek wzniesiono w 1584. Wyremontowano go w 1640, w 1676 we wschodnim narożniku wzniesiono dzwonnicę. W 1711 roku ukończono elewację świątyni, którą zaprojektował Romano Carapecchia, a w 1742 ponownie wyremontowano wnętrze według projektu Corrada Giaquinta. W XVIII wieku wieżę rozebrano, obecna jest jej odbudową z lat 30. XX wieku. 

## Galeria

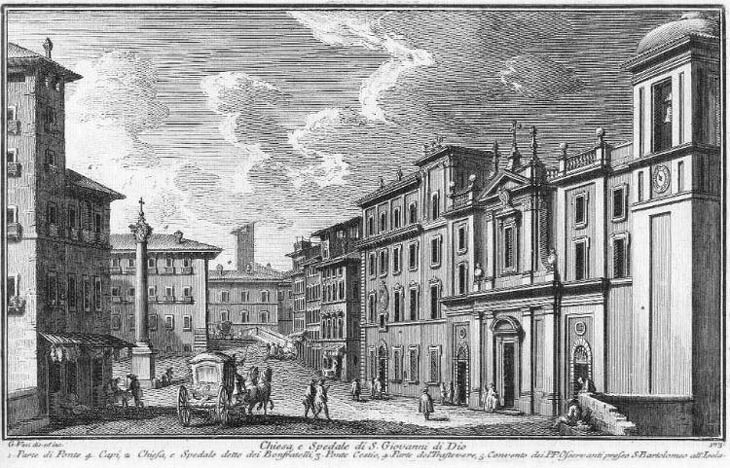
Rycina z 1758, kościół widoczny po prawej stronie
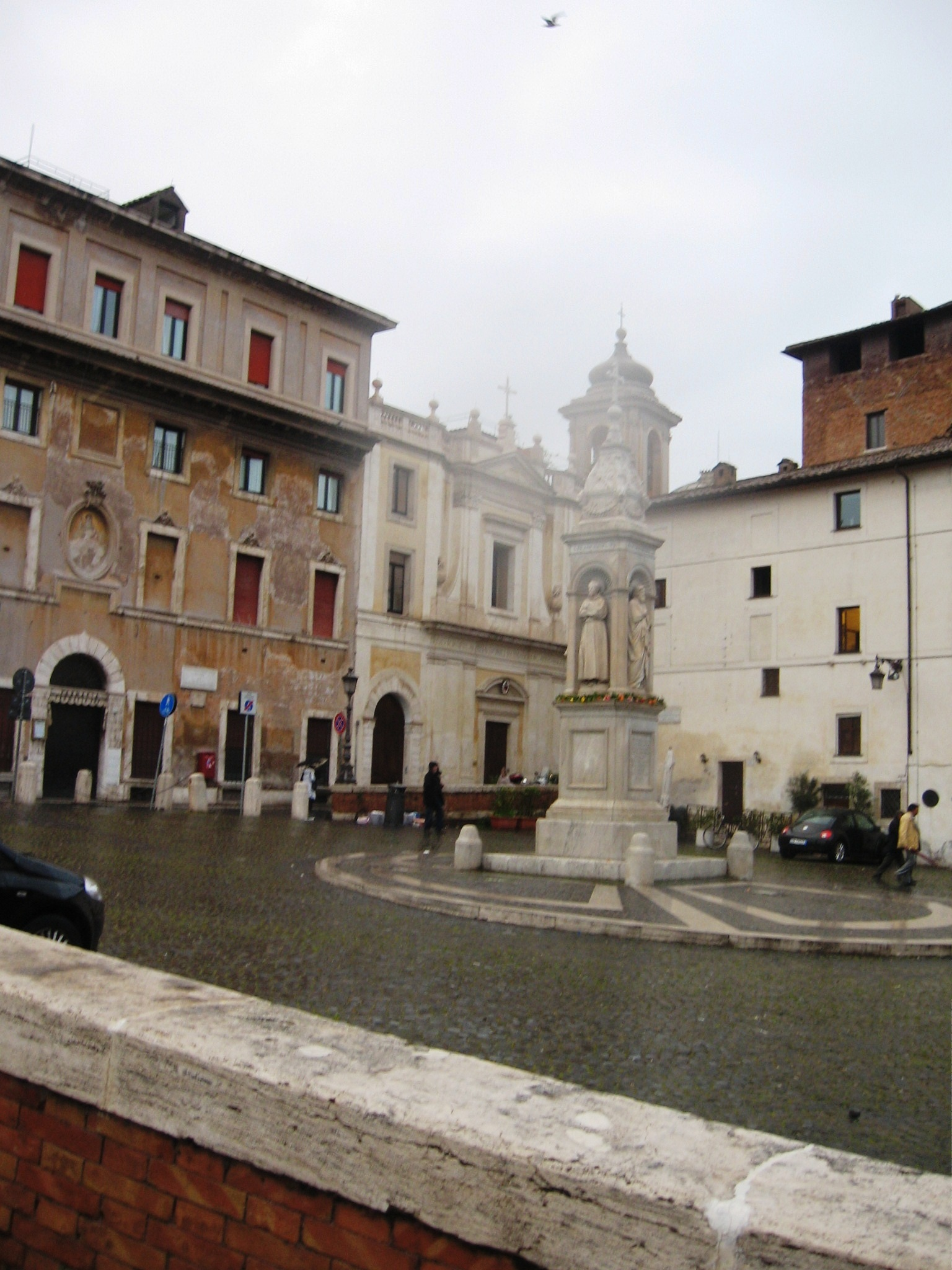
Widok na kościół z Piazza S. Bartolomeo All'Isola
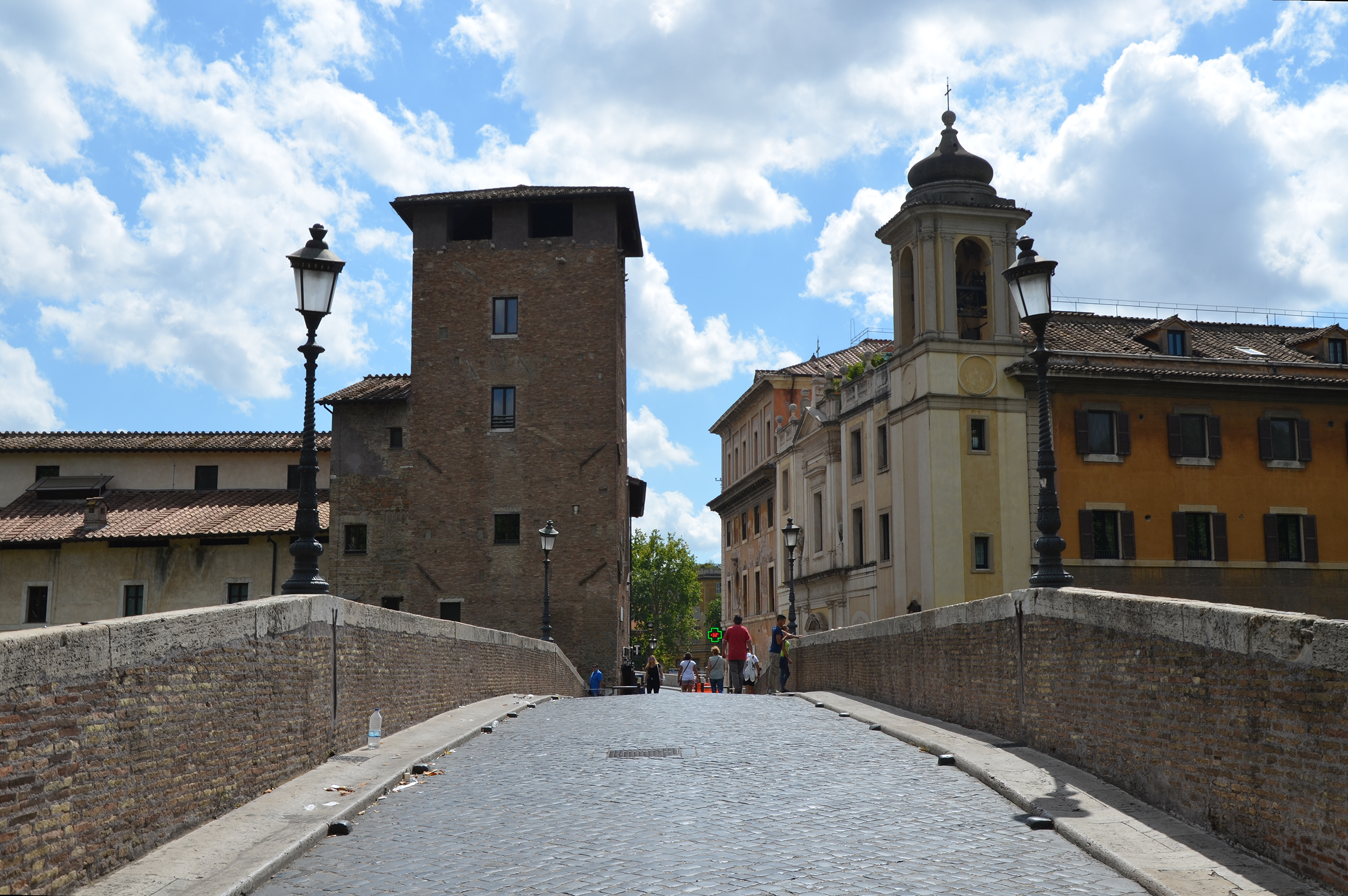
Most Fabrycjusza, kościół i dzwonnica widoczne po prawej stronie
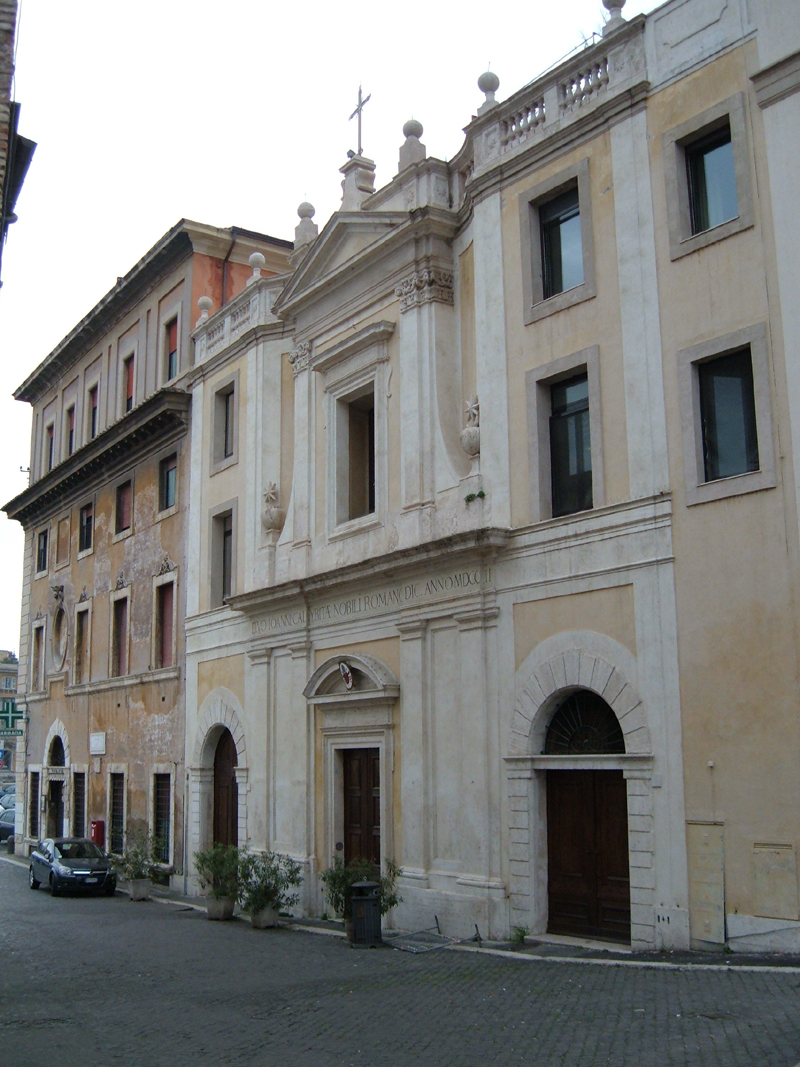
Fasada